# Berluti
Berluti est une entreprise française fondée en 1895 par l'Italien Alessandro Berluti qui fabrique des souliers et des articles de maroquinerie masculins. Berluti est aujourd'hui la propriété du groupe LVMH.

## Histoire et traditions de la maison

### Fondation et installation
Alessandro Berluti est né en 1865 à Senigallia, un village au bord de la mer Adriatique. Il y apprend le métier d’ébéniste auprès d'un artisan local. Il acquiert également un savoir-faire pour le travail du cuir,. Alessandro Berluti quitte l’Italie à l’âge de 19 ans et part pour la France. Il passe d’abord plusieurs années sur les routes aux côtés d’une troupe de comédiens pour laquelle il confectionne des souliers de scène,. Il s’installe à Paris en 1895, en tant que bottier. L’Exposition Universelle de 1900 à Paris est l’occasion pour Alessandro Berluti d’élargir sa clientèle et son public. Il crée des modèles pour plusieurs personnalités en vue de l’époque : Isadora Duncan, Helena Rubinstein ou encore Elizabeth Arden.
Après la Première Guerre mondiale, l'Oxford Berluti notamment est proposé aux amateurs de chaussure de luxe. Ce modèle est fabriqué d'un seul morceau de cuir, les coutures ne se voient pas grâce à trois œillets. Ces chaussures sont polies ce qui leur donne une scintillante couleur, tel un miroir. Le duc de Windsor fait alors partie des clients de l'entreprise. Son fils Torello lui succède en 1928. Il ouvre la première boutique-atelier rue du Mont-Thabor sous l'enseigne « Berluti, bottiers de luxe ». Devenue trop petite, la boutique est transférée pendant la Seconde Guerre mondiale au 26 rue Marbeuf. Berluti confectionne les tenues de l'équipe de France olympique et paralympique pour la cérémonie d'ouverture des Jeux olympiques d'été de 2024.

### L’ère du prêt-à-chausser

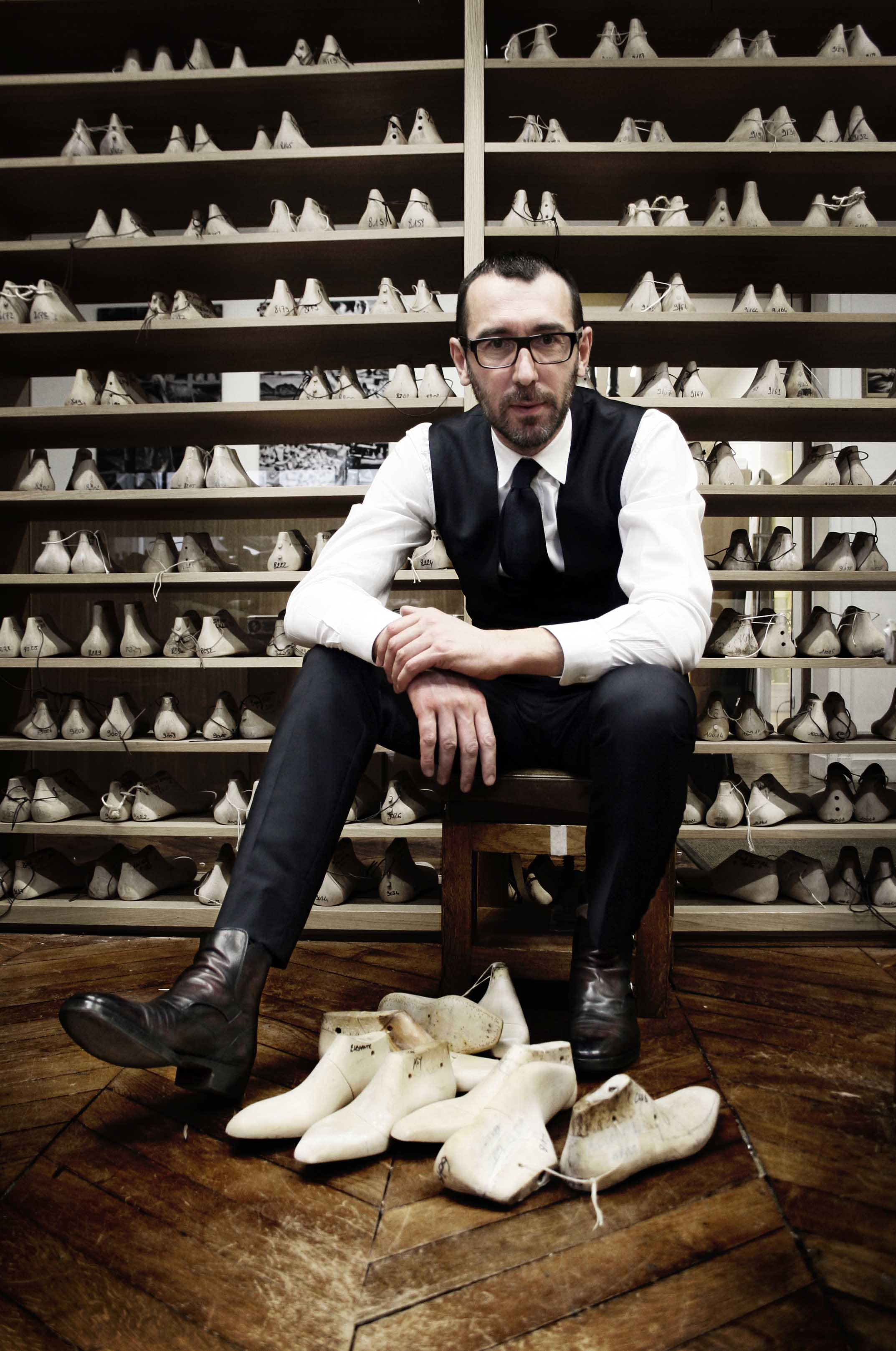
Alessandro Sartori à Paris en juin 2012.

En 1959, Talbinio Berluti lance le « prêt-à-chausser de luxe », proposant des tarifs plus bas. Il élargit ainsi la clientèle de Berluti. Il est rejoint par Olga Berluti, née Squeri, qui apprendra le métier de bottier à ses côtés après avoir fait son apprentissage dans l'atelier. Dans les années 1960, Berluti vend à l'étranger et compte parmi ses clients Warhol, François Truffaut ou encore Yves Saint Laurent.
En 1970, Olga succède à Talbinio à la direction de Berluti et sera Directrice artistique de Berluti de 1961 à 2011. Elle accompagne la modernisation de la maison et sa croissance. En 1993, Berluti est racheté par le groupe LVMH - Moët Hennessy Louis Vuitton. Au début des années 2000, sur fond de conflit larvé entre le Gucci Group et LVMH, la marque italienne Gucci copie deux modèles phares de Berluti, dont chaque création est déposée : les sanctions pour « actes de contrefaçon » sont sévères, Berluti refusant de transiger.
Olga continuera d'assumer la direction artistique de Berluti jusqu'en septembre 2011. Le développement international de Berluti progresse : l’enseigne compte plus d'une trentaine de boutiques dans les principales capitales mondiales. Elle reçoit le titre de Chevalier de la Légion d'honneur par Bernard Arnault, décret du 31 décembre 2012.
Le 1er juillet 2011, l'italien Alessandro Sartori (anciennement chez Ermenegildo Zegna durant 14 ans) prend la direction artistique de la maison,. Une diversification vers la confection de vêtements est annoncée pour 2012 et est lancée au mois de janvier,. Alessandro Sartori présente une première collection de 400 pièces. Antoine Arnault devient directeur général en 2012. Le rachat par LVMH du tailleur parisien Arnys, au milieu de l'année 2012, permet l'apparition d'une ligne de costumes sur mesure intitulée « Berluti by Arnys », rachat suivi quelques mois plus tard de celui d'Anthony Delos.
En septembre 2016, Haider Ackermann est nommé directeur artistique, jusqu'en avril 2018 où il est remplacé par Kris Van Assche.

### Travail du cuir
La communication de l'entreprise se fait autour de ses cuirs (cuir Venezia surtout) et de son chaussant. Sur mesure ou prêt-à-chausser, les souliers Berluti sont présentés « bruts » et revêtus par la suite d'une patine spécifique semblable à la laque japonaise. Cette patine est constituée d’huiles essentielles, de cirage et d’eau. La publicité de Berluti dit que chaque chaussure sur-mesure nécessite 250 opérations réalisées dans leur atelier et neuf mois de création.
À partir des années 1960, Olga Berluti propose le cuir comme une prolongation de la peau. Elle orne ses créations de scarifications, de piercing et de différentes formes de tatouages dans les années 1990,.

## Notoriété

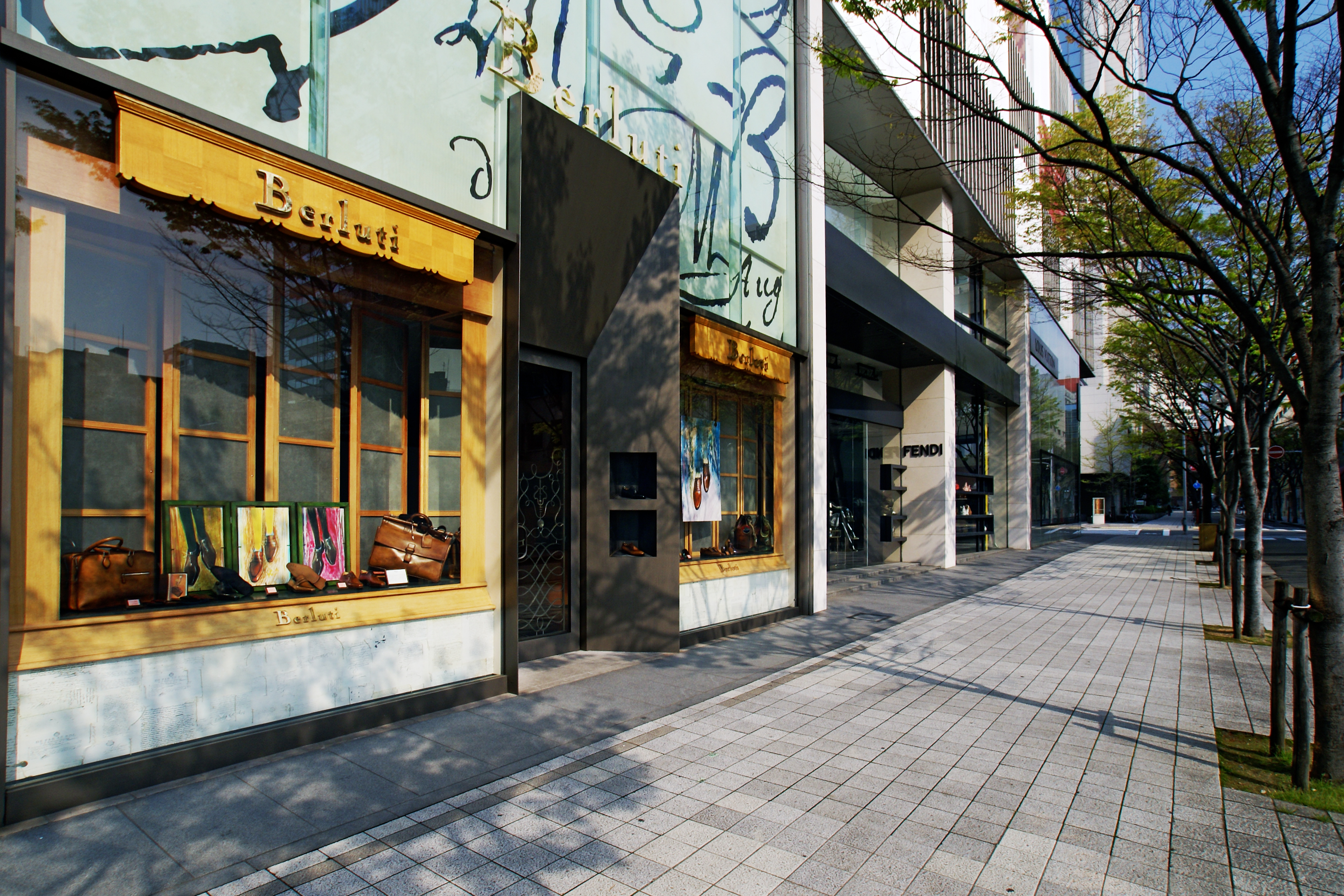
Magasin Berluti, Kobe

La notoriété de Berluti s’est construite autour d'Olga Berluti et de ses clients de renom : Andy Warhol, le duc de Windsor, Jean Cocteau, Yul Brynner, Marcel Achard et Claude François comptent parmi les clients célèbres[source insuffisante].
La marque Berluti est présente également au cinéma. Olga est nommée plusieurs fois aux Césars. Elle reçoit le prix du meilleur costume pour le film Harem de Arthur Joffé en 1986. En 1995, elle remporte un David di Donatello Award pour le Film Farinelli.
Une paire de bottines Berluti se trouve dans les années 1990 citée dans l'Affaire Dumas, scandale impliquant l'ancien ministre Roland Dumas.
La marque est également connue pour un événement marketing, le club « Swann », du nom du dandy de Marcel Proust. Il propose une fois par an à des clients fidèles une séance de « patinage » collectif. Ses membres se sont réunis pour la première fois en 1992 à l’hôtel de Crillon.

## Implantations
Hormis l'Europe, Berluti dispose de boutiques au Moyen-Orient, à New York et en Asie, où plusieurs implantations existent. En France, trois boutiques sont présentes à Paris : rue Marbeuf, rue de Sèvres et au 9, rue du Faubourg Saint-Honoré dans le 8e arrondissement, cette dernière étant leur magasin phare mondial. Une boutique est également présente à Cannes.